# Pajsak
Pasjak (en serbe cyrillique : Пајсак) est un village de Serbie situé dans la municipalité de Trstenik, district de Rasina. Au recensement de 2011, il comptait 64 habitants.

## Démographie
| 1948 | 1953 | 1961 | 1971 | 1981 | 1991 | 2002 | 2011 |
| ---- | ---- | ---- | ---- | ---- | ---- | ---- | ---- |
| 149  | 144  | 150  | 134  | 155  | 120  | 84   | 64   |

|  |